# Almonacid de Zorita
Almonacid de Zorita es un municipio y localidad española de la provincia de Guadalajara, en la comunidad autónoma de Castilla-La Mancha. El término municipal, ubicado en la comarca de La Alcarria, tiene una población de 659 habitantes (INE 2024).

## Geografía

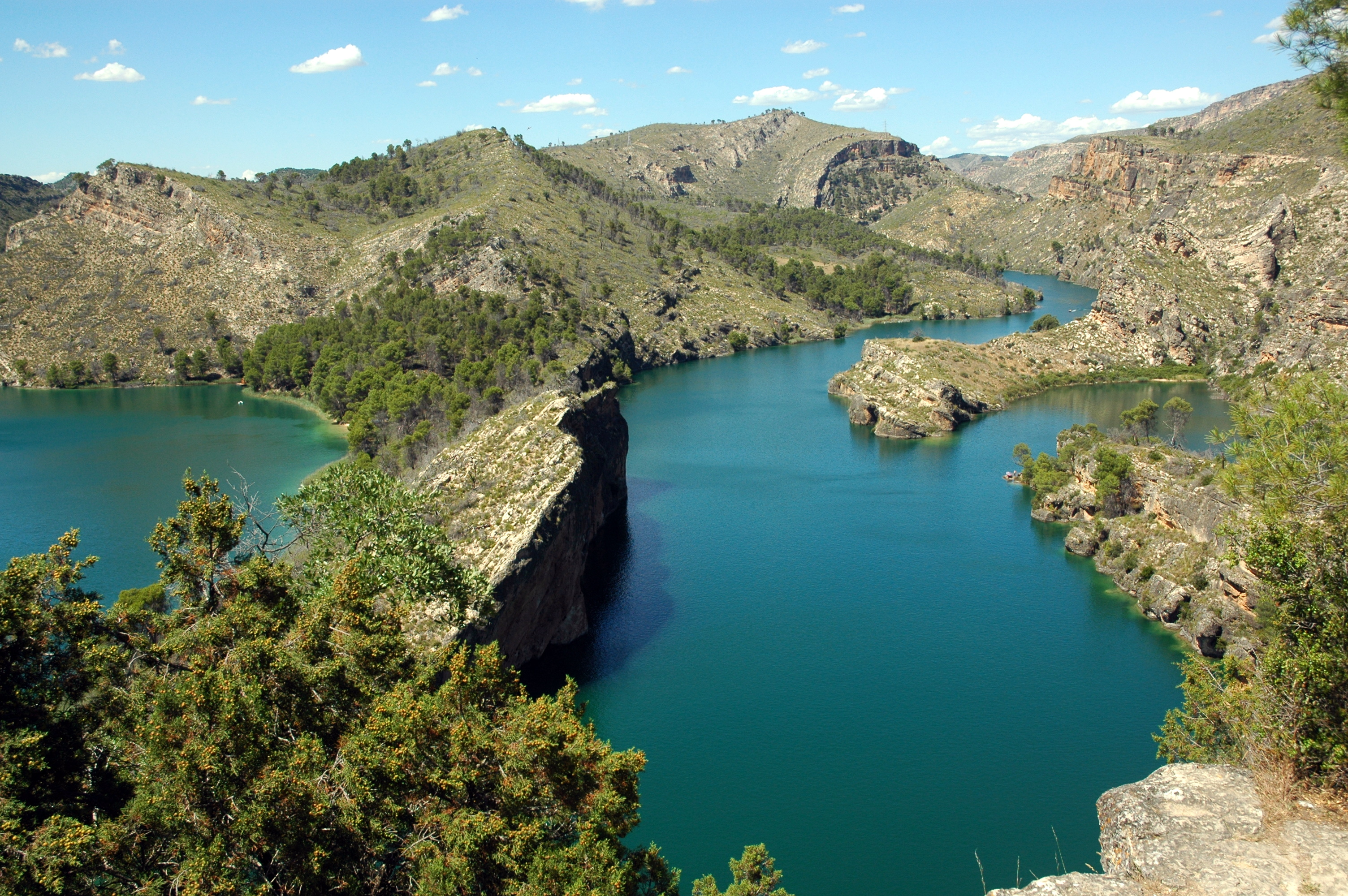
Embalse de Bolarque

El río Tajo discurre por su término municipal, en el que se encuentran los embalses de Bolarque, donde se origina el trasvase Tajo-Segura en la confluencia con el río Guadiela, y de la Bujeda y la antigua central nuclear José Cabrera, ya clausurada.
Almonacid se sitúa en la falda del cerro Ventanillas, con sus tres postes enigmáticos y vigilantes que forma parte de la sierra de Altomira de gran valor paisajístico y acogedora de una fauna de gran interés propuesta para formar parte de la Red Natura 2000 y zona especial de protección de aves (ZEPA), donde pueden verses aves rapaces diversas, zorros, jabalíes etc.

## Historia
Su antigüedad se remonta al siglo XI estando su historia muy ligada a la Orden de Calatrava. Ostenta el título de villa como atestigua su rollo de justicia. 
A mediados del siglo XIX, la villa tenía contabilizada una población de 1265 habitantes. Aparece descrita en el segundo volumen del Diccionario geográfico-estadístico-histórico de España y sus posesiones de Ultramar de Pascual Madoz de la siguiente manera:

ALMONACID DE ZORITA: v. con ayunt. de la prov., y adm. de rent. de Guadalajara (8 leg.), part. jud. de Pastrana (2) , aud. terr. y c. g. de Madrid (15), dióc. de Toledo (20): sit.: á la falda de la sierra de Buendia en parage llano, hermoso y deleitable, defendido del aire E., y ventilado por los demas: goza de clima saludable, no esperimentándose otras enfermedades que las propias de las estaciones, y algún reuma entre las personas que se dedican al riego: tiene 300 casas, de mala construccion en lo general, de dos pisos, habitable el segundo, y destinado el bajo para las oficinas de cueva, aceitero, cuadra y demas necesario; hay algunas bastante cómodas y capaces; y son notables sobre todas, las de los condes de San Rafael y de Saceda, que contribuyen á hermosear la pobl., la primera se halla en una estremidad, y tiene una hermosa huerta cercada, la segunda está contigua al colegio de Jesuítas que alli existió, cuyo edificio es uno de los principales, por su buen gusto y arquitectura: su igl. está destinada al culto por haberse trasladado á ella la imagen de Ntra. Sra. de la Luz, patrona del pueblo, que antes existía en una ermita bastante deteriorada, á pesar de haberse habilitado para cuartel de la Milicia Nacional; en el resto de aquel edificio se halla el archivo de la v. y la escuela, la cual está dotada con 2,200 rs., y asisten á ella 30 discípulos: una vecina del pueblo instruye á 5 ó 6 niñas sin mas retribucion que unos 200 rs. que tambien percibe de los fondos públicos: la igl. parr., dedicada á Sto. Domingo de Silos, es un edificio regular: también lo es la torre del relox, construida en los términos que aparecen de la siguiente inscripción:
reinando felipe ii,y siendo su gobernador en este partido de zoritael licenciado d. joaquin de céspedes, hicieron los vecinosde esta villa de almonacid esta torre. año de 1589
Hay ademas un hospital que carece de rent. fija; pósito con el cap. de 210 fan. de trigo centenoso; cárcel, y una casa que habitaban los gobernadores ó alc. m., destinada para las sesiones del ayunl. por estar arruinada la propia de la municipalidad; todos estos edificios forman calles, aunque irregulares y mal empedradas, llanas y limpias; y dos plazas de bastante estension: en la principal se celebran los mercados, tiene portales en 3 de sus aceras, y en el centro una fuente de 4 caños de agua potable: la otra se titula el Coso. Tiene tambien una fuente con un caño, y hay entre otras una casa de la v., desde donde el ayunt. preside las corridas de novillos: hay otra fuente con caño en una de las calles, y ademas de estas aguas atraviesan el pueblo varias acequias construidas de piedra sillería, que dan paso á la corriente de un arroyo, cuyo nacimiento está muy próximo: en los afueras se hallan otras dos buenas fuentes, la una de un caño, y la otra de seis; sus aguas surten un hermoso lavadero de ropas, fabricado de piedra silleria á un tiro de bala de dist.; algo mas cerca está el conv. de monjas de la Concepcion, procedente del que en principios del siglo último se trasladó desde Escariche, y en sitio elevado se encuentra el cementerio construido en 1818: no hemos hecho mencion de la muralla que este pueblo tuvo, porque solo se conservan de ella 4 arcos que dan frente á los cuatro lados cardinales, y eran las puertas de comunicacion. Confina el térm. por N. con el r. Tajo, á 1/2 leg. de dist., E. con el térm. de Buendia á 1 leg.; S. con el de Albalate de Zorita á 1/4, y O. con el de Zorita de los Canes á 1/8, estendiéndose por lo tanto 3/4 de N. á S., y 5 de E. á O.: comprende 7,500 fan. de tierra, en las cuales estan incluidas unas 1,000 fan. de monte de buena calidad, y los cerros que no se cultivan: ademas de este monte posee este pueblo el de la Bugeda, que forma term. separado (V.): el terreno participa de llano y cerros, formando estos con el nombre de Sierra de San Anton, una cord. árida y escabrosa, parte integrante de la sierra de Buendia, y sigue enlazándose con las de Altomira: su calidad es floja, y por las faldas de la sierra, pedregoso, se cultivan 1,600 fan. divididas en pedazos de 2 y 3; habrá 300 de primera clase, 500 de segunda, y 800 de tercera: de todas ellas se riegan unas 400; sin embargo de lo cual, producen muy poco: para facilitar el riego hay construidos 4 canales, llamados Peliñas, Villar, Barranco de Arriba, y Barranco de Abajo: en esta operacion se observa un turno rigoroso, cuyo derecho está siempre consignado en los documentos de propiedad de las fincas: hay ademas 50,000 vides, 38,000 pies de olivo, y van roturándose algunos pedazos en los sitios en que lo permite la sierra, para aumentar este plantio: hay tambien una alameda á 1/4 leg. del pueblo, bien poblada de árboles y arbustos, y con abundancia de aguas: el r. Tajo corre á la dist. de 1/2 leg., al confin del term., segun se ha indicado, y sobre él se halla una barca que pertenece á los propios, y un molino harinero: los caminos son locales, y á escepcion del que conduce á Albalate, que solo tiene 1/2 leg., todos los demas se hallan en mal estado: se recibe el correo tres veces á la semana en la estafeta de la cab. del part., por medio de balijero: prod.: vino, aceite, cánamo, trigo, cebada y algunas legumbres; se mantiene ganado lanar, cabrio, y 200 caballerias mayores y menores, destinadas á la labranza: ind.: cuatro telares de lienzo para el uso de los moradores: se sostiene algun comercio en la saca de los primeros frutos é importacion de cereales que faltan, en las dos tiendas de géneros y abaceria, y en el mercado que se celebra los jueves de cada semana; hay tambien una feria el 8 de setiembre, pero solo es de nombre: pobl.: 300 vec., 1,265 alm.: cap. prod.: 14.380,000 rs., imp.: 438,000: contr.: 30,683 n. 3 mrs.: presupuesto municipal: 20,000; se cubre con el prod. de los bienes de propios, que consisten en 3 hornos de cocer pan, la barca, el molino harinero, otro de aceite, y unas 150 fan. de tierra que solo alcanzan lo mas á 20,000 rs., y el resto por repartimiento vecinal.
(Madoz, 1845, pp. 170-171)

En la localidad vivió y trabajó como boticario el poeta León Felipe durante un año a principios del siglo XX, escribiendo durante este periodo su primer libro Versos y oraciones de caminante.

## Demografía
Almonacid de Zorita cuenta con una población de 659 habitantes (INE 2024).
| Gráfica de evolución demográfica de Almonacid de Zorita entre 1842 y 2021                                           |
| |
| Población de derecho según los censos de población del INE Población de hecho según los censos de población del INE |

## Monumentos

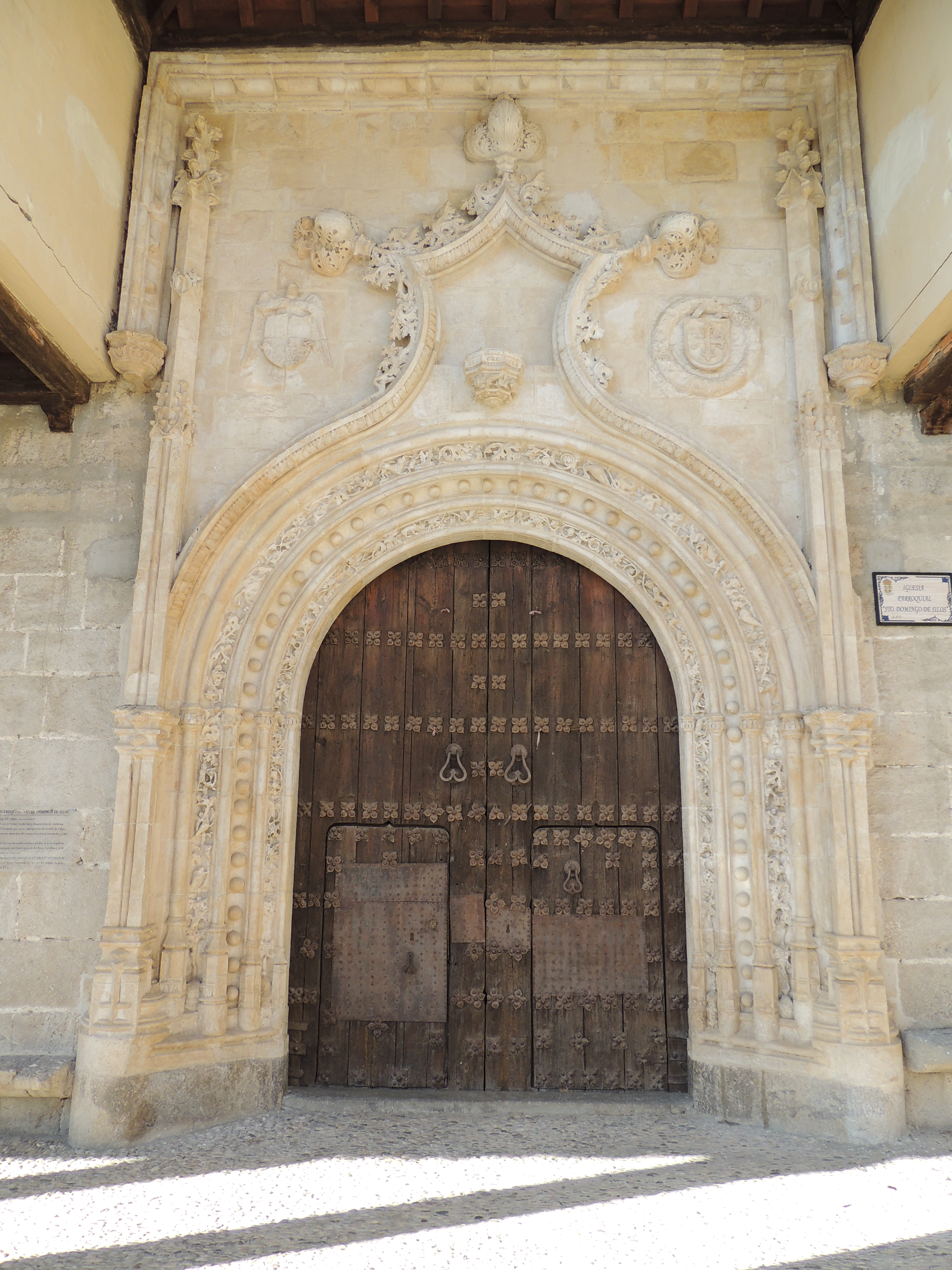
Portada de la iglesia de Santo Domingo de Silos

Es un municipio con amplia historia que cuenta con numerosas edificaciones de gran interés desde la época medieval de su fundación hasta otras más actuales pero no por ello de menor interés e importancia. Edificaciones religiosas como el convento de la Concepción, el convento de los Jesuitas, la ermita de Nuestra Señora Virgen de la Luz, la iglesia Santo Domingo de Silos, el humilladero y la ermita de San Antón. 
Edificaciones civiles como la casa del Comendador, el rollo, la torre del Reloj, las fuentes de la plaza Mayor, del Gobernador y del Coso, la plaza Mayor porticada, el ayuntamiento, la casa palacio de la condesa de San Rafael, el lavadero con sus fuentes, el manantial y lavadero de San Antón, el sistema de riego mediante acequias que atraviesan el pueblo, el poblado y presa de Bolarque, la central nuclear José Cabrera, el inicio trasvase Tajo-Segura (gran obra de ingeniería civil, con los gigantescos tubos de bombeo hasta "la chimenea", el canal que discurre, por dentro de la montaña hasta el embalse en La Bujeda) y numerosas casas con fachadas realizadas de sillería con amplias puertas labradas rectangulares o con arco de medio punto.
Edificaciones militares o defensivas como los restos de antigua muralla medieval con las puertas de Zorita y de Santa  María y los restos del mirador de los Tres Palotes.

## Fiestas
Fiestas patronales en honor a la Virgen de la Luz del 7 al 12 de septiembre.